# Joan Sabaté i Borràs
Joan Sabaté i Borràs (Tortosa, 8 d'octubre de 1957) és un mestre i polític català, diputat al Parlament de Catalunya en la VII Legislatura, alcalde de Tortosa i senador per Tarragona i designat pel Parlament de Catalunya.

## Biografia
Llicenciat en Geografia i Història per la Universitat de Barcelona el 1981, té la plaça de professor d'Ensenyament Secundari de Geografia i Història a l'IES Cristòfol Despuig de Tortosa. El 1975 formà part del secretariat de l'Assemblea Democràtica del Baix Ebre (Assemblea de Catalunya). Fou regidor de l'ajuntament de Tortosa el 1991-1999 i alcalde de la ciutat entre 1999 i el 2007. És primer secretari de l'Agrupació Local del PSC de Tortosa.
També ha estat diputat per Tarragona a les eleccions al Parlament de Catalunya de 2003, on ha estat secretari de la mesa de les comissions de Cooperació Exterior i Solidaritat i de l'Estatut del Diputat al Parlament de Catalunya, i senador per l'Entesa Catalana de Progrés a les eleccions generals espanyoles de 2000. Del 2006 al 2008 també ha estat senador designat per la comunitat autònoma. Actualment és senador i portaveu adjunt de l'Entesa pel Progrés de Catalunya.
És autor i ha col·laborat en diferents publicacions sobre les Terres de l'Ebre, com ara el volum XIII de la Gran Geografia Comarcal de Catalunya i els volums del Baix Ebre, Terra Alta i Ribera d'Ebre de la col·lecció comarcal de Caixa Catalunya.